# Team Picnic PostNL (femenino)
El Team Picnic PostNL (código UCI: TPP) es un equipo ciclista femenino de los Países Bajos de categoría UCI Women's WorldTeam, máxima categoría femenina del ciclismo en ruta a nivel mundial.

## Material ciclista
El equipo utiliza bicicletas Scott Bikes y componentes Shimano

## Clasificaciones UCI
Las clasificaciones del equipo y de su ciclista más destacado son las siguientes:
| Temporada | Clasificación por equipos | Mejor corredora | Posición |
| 2016      | 7.º                       | Leah Kirchmann  | 8.ª      |
| 2017      | 2.º                       | Ellen van Dijk  | 4.ª      |
| 2018      | 3.º                       | Coryn Rivera    | 7.ª      |
| 2019      | 2.º                       | Leah Kirchmann  | 18.ª     |
| 2020      | 4.º                       | Liane Lippert   | 7.ª      |
| 2021      | 4.º                       | Lorena Wiebes   | 20.ª     |
| 2022      | 3.º                       | Lorena Wiebes   | 2.ª      |

## Palmarés
Para años anteriores véase: Palmarés del Team Picnic PostNL.

### Palmarés 2025

#### UCI WorldTour Femenino
| Fechas     | Carreras                              | Ganadora    |
| 6 de junio | 2.ª etapa de la Vuelta a Gran Bretaña | Mara Roldan |

#### Calendario UCI Femenino
| Fechas      | Carreras                          | Ganadora       |
| 17 de julio | 1.ª etapa del Baloise Ladies Tour | Charlotte Kool |

#### Campeonatos nacionales
| Fechas       | Carreras                       | Ganadora        |
| 7 de febrero | Campeonato de Colombia en Ruta | Juliana Londoño |
| 28 de junio  | Campeonato de Alemania en Ruta | Franziska Koch  |

#### Campeonatos continentales
| Fechas      | Carreras                        | Ganadora        |
| 26 de abril | Campeonato Panamericano en Ruta | Juliana Londoño |

## Plantillas
Para años anteriores, véase Plantillas del Team Picnic PostNL

### Plantilla 2025
| Integrantes del equipo 2025 | Integrantes del equipo 2025 | Integrantes del equipo 2025            | Integrantes del equipo 2025 |
| Corredor                    | Fecha de nacimiento         | Equipo previo                          |                             |
| --------------------------- | --------------------------- | -------------------------------------- | --------------------------- |
| Silje Bader                 | 24 de septiembre de 2005    | GT Krush Rebellease (2024)             |                             |
| Francesca Barale            | 29 de abril de 2003         | VO2 Team Pink (2021)                   |                             |
| Rachele Barbieri            | 21 de febrero de 1997       | Liv Racing TeqFind (2023)              |                             |
| Marta Cavalli               | 18 de marzo de 1998         | FDJ-Suez (2024)                        |                             |
| Eleonora Ciabocco           | 4 de marzo de 2004          |                                        |                             |
| Pfeiffer Georgi             | 27 de septiembre de 2000    | Jadan Weldtite (2018)                  |                             |
| Ella Heremans               | 28 de marzo de 2006         |                                        |                             |
| Megan Jastrab               | 29 de enero de 2002         | Rally Cycling (2020)                   |                             |
| Franziska Koch              | 13 de julio de 2000         | Watersley International (2019)         |                             |
| Charlotte Kool              | 6 de mayo de 1999           | NXTG Racing (2021)                     |                             |
| Josie Nelson                | 8 de abril de 2002          | Coop-Hitec Products (2023)             |                             |
| Esmée Peperkamp             | 23 de julio de 1997         | Loving potatoes-de Jonge Renner (2020) |                             |
| Mara Roldan                 | 7 de abril de 2004          | Cynisca Cycling (2024)                 |                             |
| Abi Smith                   | 1 de abril de 2002          | EF Education-TIBCO-SVB (2023)          |                             |
| Becky Storrie               | 27 de septiembre de 1998    | Cams Basso (2022)                      |                             |
| Elise Uijen                 | 23 de junio de 2003         |                                        |                             |
| Nienke Vinke                | 22 de junio de 2004         |                                        |                             |
| Juliana Londoño             | 14 de enero de 2005         | Centro Mundial de Ciclismo (2024)      |                             |
|                             |                             |                                        |                             |
| Fuente: ProCyclingStats     |                             |                                        |                             |